# Club Natació Sant Feliu
El Club Natació Sant Feliu (CNSF) es un club deportivo dedicado a fomentar la práctica del waterpolo y la natación fundado el 20 de diciembre de 1969 en San Feliu de Llobregat (Barcelona) España.

## Historia
El Club Natación San Felíu nace el 20 de diciembre de 1969. A las 22 h, para dejar constancia de ello formalmente, en una de las salas del ayuntamiento se acuerda formar una sociedad deportiva, dedicada al fomento, práctica y desarrollo de la natación. 
El local social se fija en la calle General Moscardó nº 1 de San Feliu de Llobregat (Bar Sellares).

### Primera Junta
La primera junta directiva del Club fue la siguiente: 
Secretario: Luis Saiz González
Tesorero: Josep Álvarez 
Presidente: Emilio Villa Oliver
Vicepresidente: José Badet Balcells
Vocal: Jordi Florensa 
Contable: Anton Cortes Colet 
Vocal: Manel Granell Figueres
Vocal: Joan Isern Cartenyà
Vocal Bernardo Rueda Fernández 
Vocal: Ramiro Arné Santisteban 
Vocal: Lorenzo Sufré Valles
Vocal: Felip Sánchez Serrat
Entrenador: Joan Ginbernat Peleí

### Años 90
Así describía el vocal de waterpolo en la junta directiva la situación de la disciplina de waterpolo en el Club durante la segunda mitad de los años 90
Equipo masculino de waterpolo
En la temporada 96-97 el equipo absoluto del CN Sant Feliu masculino, quedó segundo en A2 (1ª división nacional) por detrás de C.N Sant Andreu, por lo cual jugó la promoción contra el Terrasa, la cual gana y sube a A1(división de honor). -Temporada 97-98 el CN Sant Feliu juega en división de honor quedando último sin conseguir ningún punto. -Temporada 98-99 Otra vez en A2, quedando primero por delante del Olivar de Zaragoza, ganando casi todos los partidos salvo los dos empates frente a este mismo equipo, y el último contra el CN Hospitalet en casa con una derrota. -Temporada 99-00 Sant Feliu vuelve a la máxima categoría del waterpolo español, por la piscina del Sant Feliu pasaron con sus respectivos equipos la mayoría de integrantes de la selección española campeona mundial en Perth 98 y olímpica en Atlanta 96. Jugando contra los campeones del mundo incluido Manel Estiarte (ese año se retiró) pero tampoco pudo conseguir ningún punto.
Actualmente el equipo se encuentra disputando la máxima categoría del waterpolo español al conseguir el ascenso a División de Honor. El equipo está conformado de jugadores jóvenes y totalmente amateur por lo que tiene un gran mérito el poder encontrarse compitiendo en esta categoría
Equipo femenino de waterpolo
En la temporada 98 -99 se consigue quedar subcampeonas de segunda división, sin conseguir la promoción que disputan al CN Picornell.  El 99-2000 el equipo femenino del CN Sant Feliu , es campeón de segunda división y asciende de categoría a la máxima del waterpolo español, no dejándola hasta nuestros días, siendo uno de los equipos emblemáticos en esta división. En su palmarés, el cuarto puesto en la liga regular y también las terceras posiciones obtenida en diferente ediciones de la copa de la reina .En el 2006 fue galardonado como el segundo mejor equipo femenino, además de conseguir en la categoría de junior , los campeonatos de España 1998-99 , 2001-2002 y el subcampeonato de España 1999-2000.
Actualmente el club consta de la escuela deportiva, benjamín, alevín, infantil, cadete, juvenil, absoluto masculino (División  de Honor)  y absoluto femenino (Primera División)

### Actualidad
En enero de 2020 el Club se encuentra en una fase expansiva tanto deportiva como organizativamente en la que se mide en todas las categorías y disciplinas (natación y waterpolo) con los demás clubes de primer nivel nacional. En las bases, el club presenta todas las categorías posibles en todos los rangos de edad con un total de 250 deportistas. En las categorías absolutas en Club presenta tres equipos; dos en la disciplina de waterpolo, masculino y femenino compitiendo en primera división nacional y en División de Honor respectivamente. En la disciplina de natación, el equipo masculino ha conseguido el ascenso a primera división nacional durante la temporada 2019-2020.